# Anders Olof Heurlin
Anders Olof Heurlin, A.O. Heurlin, född 23 december 1827 i Tolgs socken, Kronobergs län, död 11 augusti 1905 på Molkoms bruk i Nyeds socken, Värmlands län, var en svensk filolog och skolman. Han var son till Christopher Isac Heurlin.
Heurlin blev student vid Lunds universitet 1844, filosofie kandidat 1850, filosofie magister 1850 och docent i grekiska språket vid Lunds universitet 1853. Han var lektor i samma ämne vid Göteborgs högre latinläroverk 1859–1901 och tillförordnad rektor där 1861–1894. Han var ledamot i styrelsen för Göteborgs högskola 1888–1900. Han invaldes som ledamot av Kungliga Vetenskaps- och Vitterhetssamhället i Göteborg 1860.